# Eremopoa mardinensis
Eremopoa mardinensis är en gräsart som beskrevs av Robert Reid Mill. Eremopoa mardinensis ingår i släktet eremitgröen, och familjen gräs. Inga underarter finns listade i Catalogue of Life.